# Charles Duret de Chevry
Charles Duret, seigneur de Chevry, est un financier français, président de la Chambre des comptes puis intendant des finances, né en 1564[réf. à confirmer] et mort le 18 septembre 1636 à la suite d’une opération de la pierre.

## Carrière
Le 3 avril 1604 il devient trésorier de France à Caen par provision (il est reçu à la chambre des comptes de Rouen le 1er juin 1604. Il est nommé conseiller d'État puis, le 12 septembre 1609 président de la Chambre des Comptes à Paris par provision (il est reçu le 8 janvier 1610). En 1610, il devient colonel de la milice bourgeoise de Paris (quartier Saint-Antoine). Le 8 août 1615 il est nommé intendant des finances. Le 6 mars 1621 il est pourvu de la charge de greffier des ordres du roi. Du 12 janvier 1634 au 18 septembre 1636 il occupe les fonctions de contrôleur général des finances.

## Famille
Charles Duret est le fils de Louis Duret (né en 1527, mort à Paris en 1586), médecin ordinaire du roi, docteur régent en la faculté de médecine de Paris et de Jeanne Richer. Il est le frère de Jean Duret (1563-1629), premier médecin des rois Charles IX et Henri III.
Le 23 novembre 1609[réf. souhaitée], Charles Duret épouse par contrat Élisabeth Dolu ou Dolet, veuve de Jean de Vienne, contrôleur général des finances et président aux Comptes, morte le 4 août 1610. En 1613, il se remarie avec Françoise Rémy d’où naissent trois fils dont l’aîné est Charles II Duret de Chevry (1614-1700) qui lui succède à la chambre  des comptes.

## Propriétés
Le 5 septembre 1605 il acquiert le domaine de Chevry. Le 5 janvier 1609 il achète à Jean du Maitz l’hôtel de Marle pour 18 000 livres. Le11 février 1633, le cardinal de Richelieu lui donne un terrain dans la grand rue de la ville de Richelieu où sera bâti un hôtel construit par l’entrepreneur Jean Barbet. Le 6 octobre 1634, il achète à Le Barbier et Desportes un terrain de 1025 toises faisant face sur la rue Neuve des Petits-Champs. En avril 1635, il achète une parcelle du fief de la Grange-Batelière et passe un marché pour la construction en deux ans d’un hôtel, l'actuel hôtel Tubeuf.